# إمارة الظفير
الظفير بلدة من بلدات قبيلة غامد تقع في جنوب الباحة، اكتسبت أهميتها كونها من أهم الحواضر في جنوب الحجاز؛ كما أنها تِعد عاصمة المنطقة قديمًا، منذ عهد شرافة مكة، مرورًا بانضمام قبيلتي غامد وزهران لإمارة عائض بن مرعي حاكم عسير إثر ثورتهم على حاكم مكة، ووصولًا بكونها عاصمة المنطقة في عهد مملكة الحجاز (ضمن إدارة الملك عبدالعزيز)، تلا ذلك أن أصبحت عاصمة المنطقة في بداية حكم المملكة العربية السعودية، وذلك ما بين عاميّ 1353 هـ حتى 1371 هـ (18 عاما). بعد ذلك نُقلت إمارة المنطقة إلى بلجرشي أكبر بلدات المنطقة آنذاك حتى عام 1379 هـ، ثم نُقلت اخيرًا إلى الباحة إحدى قرى غامد من الناحية الشمالية الغربية، لتكون عاصمة منطقة الباحة اليوم.

## النشأة
كانت قبائل غامد وزهـران في الســراة وتهـامة ترتبـط بعدة إمارات متباعدة كالطائف وبيشة، وتربة، والليث، والقنفذة، وكان ذلك يشكل صعوبة على الأهالي لبعد المسافة، بناءً عليه أنبئوا الملك عبد العزيز بذلك، وطالبوا بإنشاء إمارة تختص بهم، فوافقهم الملك، وأُصدر على ذلك أمر ملكي رقم 165 وتاريخ 1353/3/19 هـ ينص على فصل قبائل غامد وزهران إداريًا عن القبائل المجاورة لها، وتكوين أمارة مقرها قرية الظفير (كونها تتوسط القبيلتين)، وأوكل الأمير تركي بن محمد بن ماضي ليباشر مهامه كأول أمير على المنطقة.

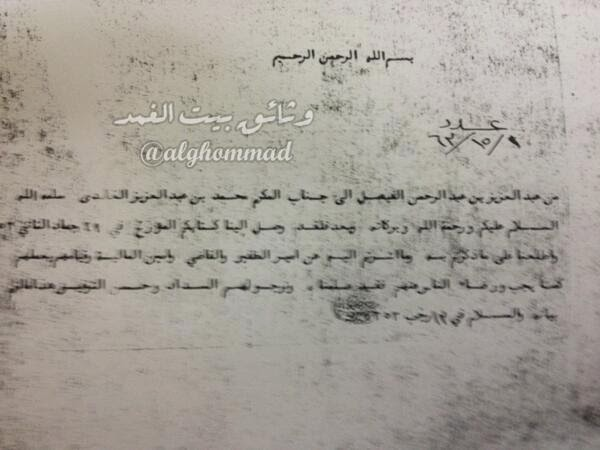
قرار تعين اميرا للظفير 13 رجب 1353

## أمراء الظفير

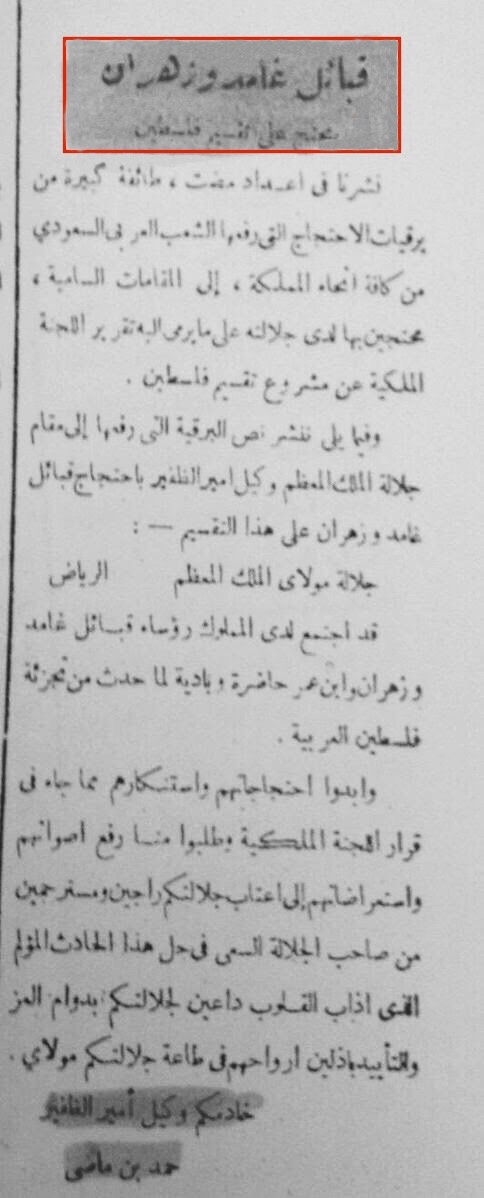
احتجاج من قبائل غامد وزهران على تقسيم فلسطين 1948 ورفع عن طريق وكيل إمارة الظفير -آنذاك حمد الماضي

- تركي بن محمد بن ماضي من 1353/4/1 هـ إلى 1356/11/1 هـ (أمير الظفير)
- الأمير فهد بن فيصل الفرحان آل سعود من 1356/11/1 هـ إلى 1358/1/1 هـ (أمير الظفير)
- ناصر بن عبد العزيز الموينع (بالوكالة) من 1357/1/1 هـ إلى 1358/6/9 هـ (أمير الظفير)
- عبد الرحمن بن أحمد السديري من 1358/6/9 هـ إلى 1362/2/5 هـ (أمير الظفير)
- فهد بن بأز (بالوكالة) من 1362/2/5 هـ إلى 1364/2/1 هـ (أمير الظفير)
- إبراهيم بن عبد الله بن عرفج من 1364/2/1 هـ إلى 1365/7/27 هـ (أمير الظفير)
- محمد بن صالح العذل من 1365/7/27 هـ إلى 1366/3/1 هـ (أمير الظفير)
- عبد الله بن سعد بن الحريد من 1366/3/1 هـ إلى 1367/9/15 هـ (أمير الظفير)
- عبد العزيز بن عبد الرحمن السويلم من 1367/9/15 هـ إلى 1371/9/10 (أمير الظفير)

بعد ذلك نًقلت الأمارة لبلجرشي

## التركيبة السكانية للظفير قديماً
الظفير تتكون من أربع أحياء وهي:- حي الغُزِّية - وحي بني عاصم - وحي العبد الله - وحي المساعدة
وكان يطلق سـابقـا ًعلى كل حي «لـُحمة» واللـُحمة مأخوذة من تلاحم القربى وتوادهم وتعاطفهم مع بعضهم بعضا
وكانت البيوت آنذاك متقاربة شبه متلاصقة.. تجمعهم المودة والمحبة والتكاتف الأسري والطرق بين البيوت ضيقة ليست كشوارع اليوم لأنه لا يوجد في ذلك الوقت سيارات
وإذا عاد المسافر منهـم تجمع عنده الحي لـلسلام عـليه وتهـنئـته بسلامة العودة وإذا حج الحـاج فيهم تجمعـوا عنده لتهنئته بالحج والعودة سالما ً
وكانت حياتهم بسيطة دون تعقيدات متحابين فيما بينهم متكاتفين متعانقين
أي فيما مضى كان هناك تكاتف جماعي وأسري قلما تجده الآن.
وكان موضوع شئونهم ومتطلباتهم واحتياجاهم يتم بحثها بعد صلاة العصر أو المغرب في بيت عريفة القرية أو بيت مجاور للمسجد يجتمعون فيه ويتفقون.. وينهون اجتماعهم متحابين متعانقين
وتمثل اجتماعاتهم عدة مناحي مثل: الصلح بين المتخاصمين- والاستعداد لضيوف من خارج القرية- عقد الحمى ((مثل حماية الحياة الفطرية الآن)) - الفرقة لمحتاج أو مديون لا يستطيع السداد أو مساعدة منكوب أو إغاثة ملهوف
وهناك الكثير والكثير من المزايا والعادات المحببة

## التعليم بالظفير قبل العهد السعودي
من أشهر روائد التعيم في الظفير قبل العهد السعودي
عطره بنت سعيد من مواليد قرية الظفير، نشأت في أحضان والدها، وتلقت العلم مع أخوانها على أيدي علماء المنطقة وأشهرهم ألشيخ جماح بن علي الغامدي.
ظهرت عليها علامات النجابة والفطانة، منذ سن مبكرة، فأحبت العلم وسعت في تحصيله رغم صعوبة الظروف في تلك الفترة، وتنقلت مع أسرتها لطلب العلم بين مكة وقرية الظفير وأبها، وقد اتصفت بعقل راجح، وإطلاع واسع، وقدره أدبية، وجهد متميز فت تحصيل العلم، ونشره.
قامت عطرة بإنشاء مدرسة لتعليم البنات في بلدة الظفير أنظم إليها العديد من بنات البلدة، وقت لاحظت قلتة الإقبال على المدرسة لأسباب كانت تعرفها، فأنشدت بعض الأبيات وطالبت طالبات المدرسة بإنشادها كل صباح ترغيبا لهن بالدراسة، وتقول هذه الأبيات
| لا فخر في نسب. | . الفخر بالتقوى  |
| فأدم من طين    | مع أمنا حوى      |
| أكرم به زادا   | في اليسر والبلوى |
| تلقى الذي ترجو | في جنة المأوى    |

توفيت عطره بنت سعيد عام 1340 هـ

## الخدمات الحكومية
تعبر المقر الاقتصادي للمنطقة حيث يوجد بها أغلب الدوائر الحكومية منها:-
- أمارة منطقة الباحة
- فرع وزارة الشؤون الإسلامية والدعوة والاشاد بالباحة
- هيئة الأمر بالمعروف والنهي عن المنكر
- فرع وزارة المالية بالباحة
- فرع وزارة العمل والتنمية الاجتماعية
- فرع وزارة الصحة بالباحة
- فرع وزارة التجارة والصناعة
- فرع وزارة المياه والكهرباء
- فرع وزارة الزراعة
- فرع وزارة الخدمة المدنية
- مكتب البريد
- مديرية الشؤون الصحية بالباحة
- مرور منطقة الباحة
- شرطة منطقة الباحة
- مركز شرطة البلد
- إدارة الدفاع المدني
- مركز الدفاع المدني وحدة البلد
- مبنى إدارة جامعة الباحة
- كلية العلوم بجامعة الباحة
- مركز الرعاية الأولية (فئة أ)
- يوجد بها عشرة مدارس مفرقه على البنين والبنات بمراحل التعليم الثلاث

## التعليم بالظفير في العهد السعودي
كانت الظفير من أوائل القرى في المملكة التي حضيت بالتعليم المبكر حيث أنشاء أول مدرسة نظامية في المنطقة الجنوبية فيها 1353 هـ المدرسة التحضرية الأميريه بالضفير وبقية على هذا الاسم حتى 1373 هـ وبعدها سميت بالمدرسة السعودية الابتدائية بالضفير حتى عام 1426 هـ بعدها سميت مدرسة الشيخ عبد الله الرامي لتكفل أبناءه ببنائها
بعد ذلك افتتح معهد للمعلمين الذي كان يوازي الكفاءة المتوسطة عام 1380 هـ
ثم افتتحت مدرسة التوفيق المتوسطة بالضفير عام 1381 هـ
بعد ذلك افتتحت مدرسة الظفير الأولى للبنات عام 1383
بعد ذلك افتتحت ثانوية السروات بالضفير عام 1389 هـ وكان عدد طلابها (141)طالب
ثم انشئت مدرسة تحفيظ القرآن بالضفير (حاليا مدرسة آبي بن كعب لتحفيظ القرآن الكريم) عام 1395 هـ
بعد ذلك متوسطة تحفيظ القرآن بالضفير عام 1401 هـ
ثم ابتدائية الظفير الثانية للبنات عام 1403 هـ
ثم ثانوية تحفيط القرآن الكريم عام 1408 هـ
ثم ثانوية البنات بالضفير عام 1413 هـ
وأخيرا متوسطة البنات بالضفير عام 1414 هـ
| المدرسة                                                            | تاريخ التاسيس |
| ------------------------------------------------------------------ | ------------- |
| مدرسة الشيخ عبد الله الرامي الابتدائية (بنين)                      | 1353 هـ       |
| مدرسة التوفيق المتوسطة (بنين)                                      | 1381 هـ       |
| مدرسة سلاف الأنصارية الابتدائية (الظفير الأولى(بنات))              | 1383 هـ       |
| مدرسة السروات الثانوية (بنين)                                      | 1389 هـ       |
| مدرسة أبي بن كعب الابتدائية للتحفيظ القرآن الكريم (بنين)           | 1395 هـ       |
| مدرسة ابن كثير المكي الثانوية للتحفيظ القرآن الكريم (بنين)         | 1401 هـ       |
| مدرسة الرباب بنت البراء بن عازب الابتدائية (الظفير الثانية (بنات)) | 1403 هـ       |
| ثانوية تحفيظ القران بالضفير (بنين)                                 | 1408 هـ       |
| مدرسة أم المنذر بنت قيس المتوسطة (بنات)                            | 1413 هـ       |
| مدرسة أم المنذر بنت قيس الثانوية (بنات)                            | 1414 هـ       |

## مدرسة الظفير الابتدائية وقصة تأسيسها

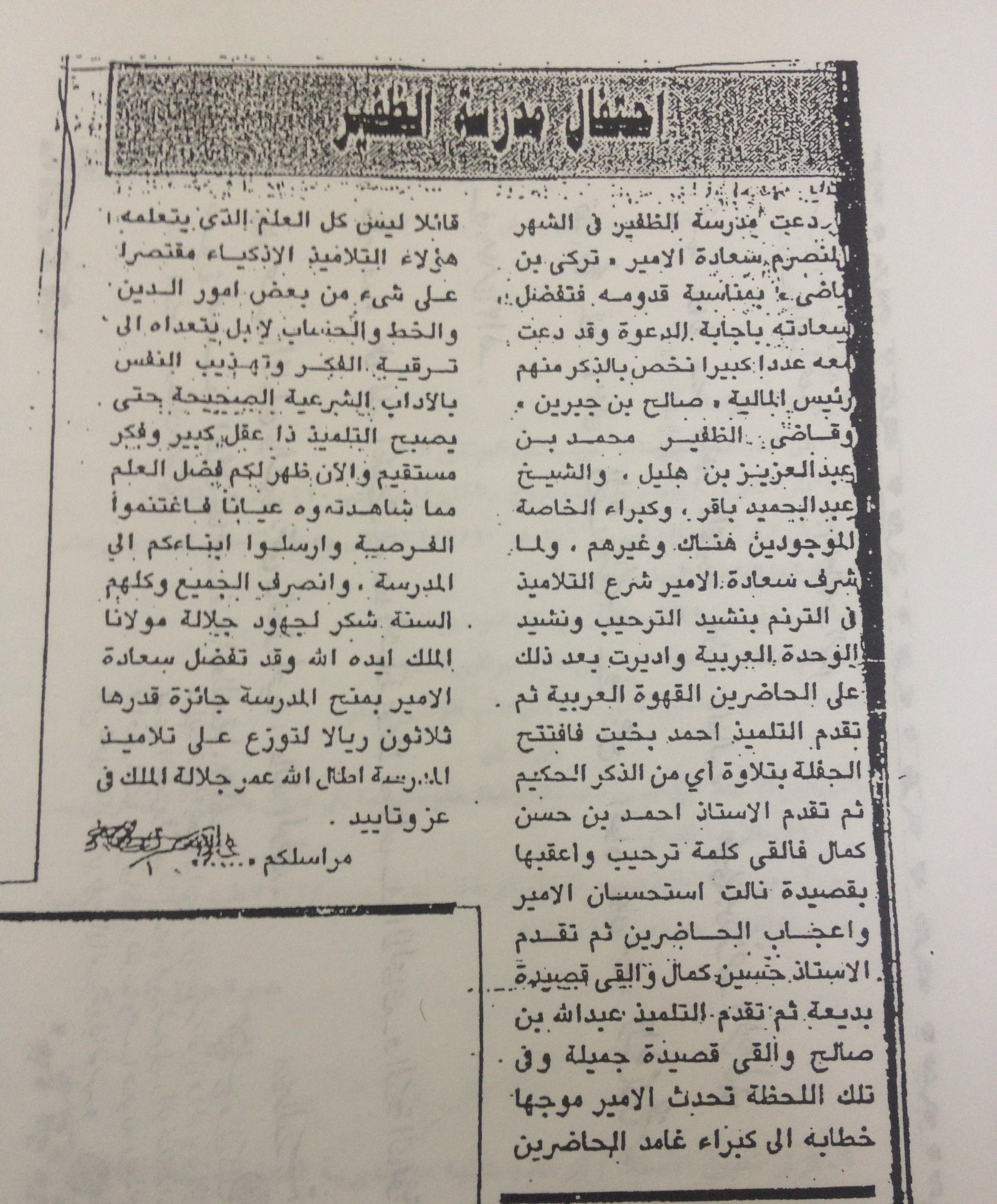
مقاله في صحية البلاد عام 1353هـ تبن احتفال المدرسة بالأمير تركي بن ماضي –أمير الظفير آنذاك-

في عام 1353 هـ أسست مدرسة الظفير وكان اسمها آن ذاك بالمدرسة الأميرية وقد لازمها هذا الاسم حتى عام 1373 هـ بعد ذلك سميت بالمدرسة السعودية بالضفير حتى عام 1426 حيت تكفل أبناء الشيخ عبد الله الرامي ببناء مبنى المدرسة فسميت باسمه تقديرا له.
وكان عدد المدرسين وقت افتتاحها ثلاثة معلمين فقط.
وكان التعليم متمركزا في الظفير ومن خلال مدرستها السعودية بالضفير والسبب ان الظفير وقتئذ كانت قاعدة المنطقة الإدارية.
عدد طلاب المدرسة السعودية بالضفير من عام 1370 هـ حتى عام 1418 هـ 
| الـــســـنـــة | عـــدد الـــطـــلاب | عـــدد الــفــصول | أعداد المعلمين الوطنيين | أعداد المعلمين المتعاقدين |
| -------------- | ------------------- | ----------------- | ----------------------- | ------------------------- |
| 1370 هـ        | 140 طالباً           | 4 فصول            | 3 معلمين                | -                         |
| 1371 هـ        | 112 طالباً           | 4 فصول            | 3 معلمين                | -                         |
| 1372 هـ        | 85 طالباً            | 4 فصول            | 3 معلمين                | -                         |
| 1373 هـ        | 100 طالباً           | 7 فصول            | 4 معلمين                | معلم واحد                 |
| 1374 هـ        | 98 طالباً            | 7 فصول            | 4 معلمين                | معلم واحد                 |
| 1375 هـ        | 108 طالباً           | 7 فصول            | 5 معلمين                | معلمان                    |
| 1376 هـ        | 118 طالباً           | 7 فصول            | 5 معلمين                | معلمان                    |
| 1377 هـ        | 85 طالباً            | 8 فصول            | 5 معلمين                | 5 معلمين                  |
| 1378 هـ        | 83 طالباً            | 6 فصول            | 5 معلمين                | 5 معلمين                  |
| 1379 هـ        | 120 طالباً           | 6 فصول            | 4 معلمين                | 4 معلمين                  |
| 1380 هـ        | 164 طالباً           | 6 فصول            | 4 معلمين                | 4 معلمين                  |
| 1381 هـ        | 159 طالباً           | 7 فصول            | 3 معلمين                | 5 معلمين                  |
| 1382 هـ        | 181 طالباً           | 8 فصول            | 5 معلمين                | 3 معلمين                  |
| 1383 هـ        | 176 طالباً           | 8 فصول            | 7 معلمين                | 4 معلمين                  |
| 1384 هـ        | 194 طالباً           | 8 فصول            | 10 معلمين               | 4 معلمين                  |
| 1385 هـ        | 207 طالباً           | 9 فصول            | 12 معلماً                | 6 معلمين                  |
| 1386 هـ        | 283 طالباً           | 11 فصلاً           | 12 معلماً                | 6 معلمين                  |
| 1387 هـ        | 266 طالباً           | 10 فصول           | 9 معلمين                | 6 معلمين                  |
| 1388 هـ        | 266 طالباً           | 10 فصول           | 9 معلمين                | 6 معلمين                  |
| 1389 هـ        | 197 طالباً           | 9 فصول            | 8 معلمين                | 5 معلمين                  |
| 1390 هـ        | 230 طالباً           | 10 فصول           | 11 معلماً                | معلم واحد                 |
| 1391 هـ        | 240 طالباً           | 10 فصول           | 11 معلماً                | معلم واحد                 |
| 1392 هـ        | 245 طالباً           | 10 فصول           | 11 معلماً                | معلم واحد                 |
| 1393 هـ        | 230 طالباً           | 10 فصول           | 11 معلماً                | معلم واحد                 |
| 1394 هـ        | 225 طالباً           | 11 فصلاً           | 11 معلماً                | معلم واحد                 |
| 1395 هـ        | 239 طالباً           | 12 فصلاً           | 13 معلماً                | معلم واحد                 |
| 1396 هـ        | 245 طالباً           | 10 فصول           | 12 معلماً                | معلم واحد                 |
| 1397 هـ        | 218 طالباً           | 10 فصول           | 12 معلماً                | لا يوجد                   |
| 1398 هـ        | 232 طالباً           | 10 فصول           | 12 معلماً                | معلم واحد                 |
| 1399 هـ        | 220 طالباً           | 11 فصلاً           | 12 معلماً                | لا يوجد                   |
| 1400 هـ        | 202 طالباً           | 9 فصول            | 10 معلمين               | لا يوجد                   |
| 1401 هـ        | 176 طالباً           | 8 فصول            | 10 معلمين               | لا يوجد                   |
| 1402 هـ        | 135 طالباً           | 6 فصول            | 8 معلمين                | لا يوجد                   |
| 1403 هـ        | 137 طالباً           | 6 فصول            | 8 معلمين                | لا يوجد                   |
| 1404 هـ        | 148 طالباً           | 6 فصول            | 8 معلمين                | لا يوجد                   |
| 1405 هـ        | 168 طالباً           | 7 فصول            | 8 معلمين                | لا يوجد                   |
| 1406 هـ        | 212 طالباً           | 8 فصول            | 10 معلمين               | لا يوجد                   |
| 1407 هـ        | 231 طالباً           | 10 فصول           | 12 معلماً                | لا يوجد                   |
| 1408 هـ        | 273 طالباً           | 11 فصلاً           | 14 معلماً                | لا يوجد                   |
| 1409 هـ        | 308 طالباً           | 11 فصلاً           | 16 معلماً                | لا يوجد                   |
| 1410 هـ        | 321 طالباً           | 12 فصلاً           | 16 معلماً                | لا يوجد                   |
| 1411 هـ        | 282 طالباً           | 12 فصلاً           | 16 معلماً                | لا يوجد                   |
| 1412 هـ        | 309 طالباً           | 12 فصلاً           | 16 معلماً                | لا يوجد                   |
| 1413 هـ        | 306 طالباً           | 12 فصلاً           | 17 معلماً                | لا يوجد                   |
| 1414 هـ        | 329 طالباً           | 13 فصلاً           | 18 معلماً                | لا يوجد                   |
| 1415 هـ        | 317 طالباً           | 15 فصلاً           | 20 معلماً                | لا يوجد                   |
| 1416 هـ        | 316 طالباً           | 16 فصلاً           | 19 معلماً                | لا يوجد                   |
| 1417 هـ        | 257 طالباً           | 17 فصلاً           | 22 معلماً                | لا يوجد                   |
| 1418 هـ        | 260 طالباً           | 18 فصلاً           | 21 معلماً                | لا يوجد                   |

## أهم رواد التعليم النظامي بالضفير
الشيخ / علي بن محمد بن صالح الجيلاني 
من مواليد قرية الظفير عام 1351 هـ، درس في مدرسة الظفير التحضيرية الأميرية السعودية - مدرسة الشيخ عبد الله الرامي حاليا -على يد الشيخ /شاكر، واخوه أحمد من مكة المكرمة، ثم الشيخ / عبد الحي كمال وأخوانه أحمد وحسين كمال من الطائف، وإبراهيم شماس، وعدد كبير من رجال العلم والمعرفة.
واصل تعلمه القرآن الكريم، والأحاديث الشريفة، والفرائض، والقواعد في المسجد على يد الشيخ / محمد بن هليل، والشيخ /عبد العزيز الرشيد، والشيخ / عبد الله المسعري، والشيخ / محمد بن سليم والشيخ / عبد العزيز بن وجيم، مما كان لهذا التلقي من أثره الكبير على زيادة العلم والمعرفة عنده.
أعماله :-
1. معلماً بمدرسة الظفير الابتدائية - مدرسة الشيخ عبد الله الرامي حالياً- في 15 / 4/ 1368 هـ، عندما كانت تتبع لمديرية المعارف، ثم أصبح معاوناً في نفس المدرسة عام 1372 هـ، ثم مديرا لها في 1/1/1374 واستمر بها حتى عام 1388 هـ
2. ترفع وكيلاَ لمدرسة التوفيق في 6/9/ 1390 هـ ثم وكيلا لثانوية السروات 1400 واستمر بها حتى أحيل للتقاعد عام 1404 هـ.
3. افتتح العيديد من المدارس بالمنطقة، قبل إنشاء إدارة التعليم بالباحة وهي:

- مدرسة بشير : فتحت ببرقية برقم 2563 في 23 / 2 / 1372 هـ
- مدرسة الباحة : فتحت ببرقية برقم 2543 في 23 / 2 / 1372 هـ
- مدرسة المخواة : فتحت ببرقية برقم 2523 في 23 / 2 / 1372 هـ
- مدرسة العسلة : فتحت ببرقية برقم 1929 في 11 / 2 / 1372 هـ
- مدرسة الحكمان : فتحت ببرقية برقم 2543 في 23 / 2 / 1372 هـ
- مدرسة الأطاولة : فتحت ببرقية برقم 2543 في 23 / 2 / 1372 هـ
- مدرسة النصباء : فتحت ببرقية برقم6343 في 23 / 2 / 1372 هـ
- مدرسة الزرقاء : فتحت ببرقية برقم 2543 في 23 / 2 / 1372 هـ
- مدرسة العقيق : فتحت ببرقية برقم 2543 في 23 / 2 / 1372 هـ
- مدرسة الحمران : فتحت ببرقية برقم4881 في 5/ 4 / 1372 هـ
- مدرسة قرن ظبي : فتحت ببرقية برقم 2543 في 2 / 2 / 1372 هـ
- مدرسة بني عدوان : فتحت ببرقية برقم 2543 في 2 / 2 / 1372 هـ
- مدرسة الجوة بتهامة : فتحت بخطاب من المفتش رقم 1/84 في 1 / 2 / 1372 هـ
- مدرسة نير بتهامة : فتحت بخطاب من المفتش رقم 1/85 في 1 / 2 / 1372 هـ
- مدرسة نعاش : فتحت بخطاب من المفتش رقم 1/97 في 1372 هـ
- مدرسة مليكة : فتحت بخطاب من المفتش رقم 1/97 في 1372 هـ

توفي عام 1433 هـ
أ.د / أحمد بن سعد بن حمدان الغامدي

ولد في قرية الظفير عام 1947 م ودرس المرحلة الابتدائية فيها بالمدرسة السعودية بالضفير - مدرسة الشيخ عبد الله الرامي حاليا - ومن ثم درس في معهد المعلمين بالضفير، بعد ذلك انتقل إلى الطائف لدراسة المرحلة الثانوية بـثانوية دار التوحيد بالطائف، بعد ذلك درس في الجامعة الإسلامية -كلية الشريعة -تخرج منها بتقدير ممتاز، ثم اتمم مرحلة الماجستير في الشريعة الإسلامية فرع العقيدة من جامعة الملك عبد العزيز سابقاً _جامعة أم القرى حالياً - بتقدير ممتاز، ثم اكمل مرحلة الدكتواره من كلية الشريعة فرع العقيدة من جامعة أم القرى بتقدير ممتاز.
المشائخ الذي تتلمذ عليهم :-
- الأستاذ عبد الهادي لطفي الصباغ متخصص في اللغة العربية والقراءات والتفسير في بداية الطلب.
- سماحة الشيخ عبد العزيز بن باز أثناء رئاسته للجامعة الإسلامية في دروس عامة في المسجد.
- الشيخ عبد المحسن العباد رئيس الجامعة الإسلامية في الفقه والحديث.
- الشيخ أبو بكر الجزائري في التفسير في الجامعة والمسجد النبوي الشريف.
- الشيخ حماد الأنصاري في العقيدة.
- الشيخ عبد اللطيف آل الشيخ في الفقه.
- الشيخ محمد المختار الشنقيطي في التفسير.
- الشيخ محمد الأمين الشنقيطي في التفسير في دروس بالمسجد النبوي الشريف.
- الشيخ عبد القادر شيبة الحمد في المذاهب ودروس الفقه بالمسجد النبوي الشريف.
- الشيخ محمد عطية سالم في الفقه بالمسجد النبوي الشريف.
- الشيخ المنتصر الكتاني في الحديث بالمسجد النبوي الشريف.
- الشيخ محمد أمين المصري في الحديث.
- الشيخ محمد الغزالي في الأديان.
- الأستاذ الدكتور عبد العظيم الشناوي ثاني شخصية في العالم الإسلامي في اللغة العربية آنذاك.
- الشيخ محمد الغزالي في الأديان.

مؤلفاته
1. عقيد ختم النبوة بالنبوة المحمدية – رسالة ماجستير
2. تحقيق كتاب شرح أصول اعتقاد أهل السنة والجماعة لأبي القاسم اللالكائي نصفه تقريباً رسالة دكتوراه
3. تحقيق كتاب الكرامات لأبي القاسم اللالكائي
4. فطرية المعرفة وموقف المتكلمين منها
5. المجتمع الإسلامي من خلال سورة الفاتحة
6. الوحدة الإسلامية: أسسها ووسائل تحقيقها
7. الترف المادي والفكري وأثره على المجتمع البشري
8. نقد كتاب الأعلام في صدر الإسلام
9. رسالة في تحقيق حديث بئر بضاعة
10. آيات الصفات
11. دلائل الإسلام
12. الإيمان العملي
13. توحيد العبادة
14. منهج تقرير العقيدة وحوار المخالفين.
15. حكم أقوال الصحابة في الاعتقاد.
16. الأمن العقدي
17. حوار هاديء مع الدكتور القزويني الشيعي الإثني عشري
18. حوارات عقلية مع الطائفة الإثني عشرية في الأصول
19. حوارات عقلية مع الطائفة الإثني عشرية في المصادر
20. الضوابط الفقهيه في التعامل مع المخالفين في المسائل الأصلية والفرعية
21. فقه الائتلاف
22. براءة آل البيت مما وضعته عليهم الروايات
23. التشيع نشأته ومراحل تكوينه
24. تجديد الفقه السياسي في المجتمع الإسلامي. نقد وتأصيل(2ج)

أعماله ومناصبه:
- التدريس بقسم العقيدة بـالجامعة الإسلامية من 1402 هـ إلى 1404 هـ.
- عميد شئون الطلاب بـالجامعة الإسلامية من 1404 هـ - إلى عام 1410 هـ.
- أستاذ مشارك بقسم الدراسات العليا بـالجامعة الإسلامية من1410 هـ إلى عام 1414 هـ.
- أستاذ كرسي بقسم الدراسات العليا بـجامعة أم القرى من 1415 هـ إلى 1425 هـ.
- عضو بالمجلس العلمي بـالجامعة الإسلامية سابقاً.
- عضو بمجلس الجامعة الإسلامية- سابقاً.
- عضو المجلس العلمي بـجامعة أم القرى -سابقاً.
- الإشراف على دورتين أقيمتا لتعليم اللغة العربية في بريطانياو بنغلاديش.
- رحلات دعوية، وعلمية إلى عدة دول غربية –الولايات الإمريكية وألمانيا_
- المشاركة في بعض المؤتمرات والندوات الدعوية والجامعية.
- الإشراف والمناقشة لعشرات الرسائل العلمية بمرحلتي الماجستير والدكتوراه في عدة جامعات